# Dipoena ocosingo
Espèce
Dipoena ocosingo est une espèce d'araignées aranéomorphes de la famille des Theridiidae.

## Distribution
Cette espèce est endémique du Chiapas au Mexique,.

## Description
La femelle holotype mesure 2,6 mm, elles mesurent de 2,4 à 2,9 mm.

## Étymologie
Son nom d'espèce lui a été donné en référence au lieu de sa découverte, Ocosingo.

## Publication originale
- Levi, 1953 : New and rare Dipoena from Mexico and Central America (Araneae, Theridiidae). American Museum novitates, no 1639, p. 1-11 (texte intégral).